# Bouwfonds Handwerkers Vriendenkring
Het Bouwfonds Handwerkers Vriendenkring was een woningstichting in Amsterdam die in 1912 werd opgericht in de Joods-Amsterdamse gemeenschap voor de verbetering van de huisvesting van Amsterdamse arbeidersgezinnen. Hun doelgroep was doorgaans van joodse komaf, maar grote delen van het Joodse proletariaat in Amsterdam waren erg geassimileerd in de Nederlandse samenleving. Het Bouwfonds kwam voort uit de Handwerkers Vriendenkring. Tijdens de bezetting werd het eerst onder curatele gesteld en in 1942 verboden door de Duitse bezetter. Daarmee hield het op te bestaan. Het Bouwfonds Handwerkers Vriendenkring leverde een belangrijke bijdrage aan de sociale woningbouw in Amsterdam aan het begin van de 20e eeuw.

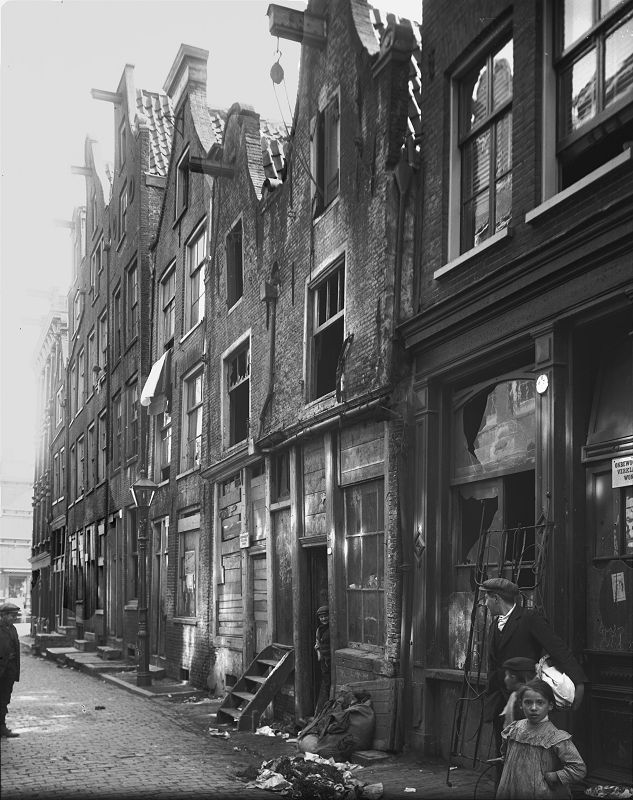
Krotten in de Batavierstraat anno 1925

## Bouwfonds

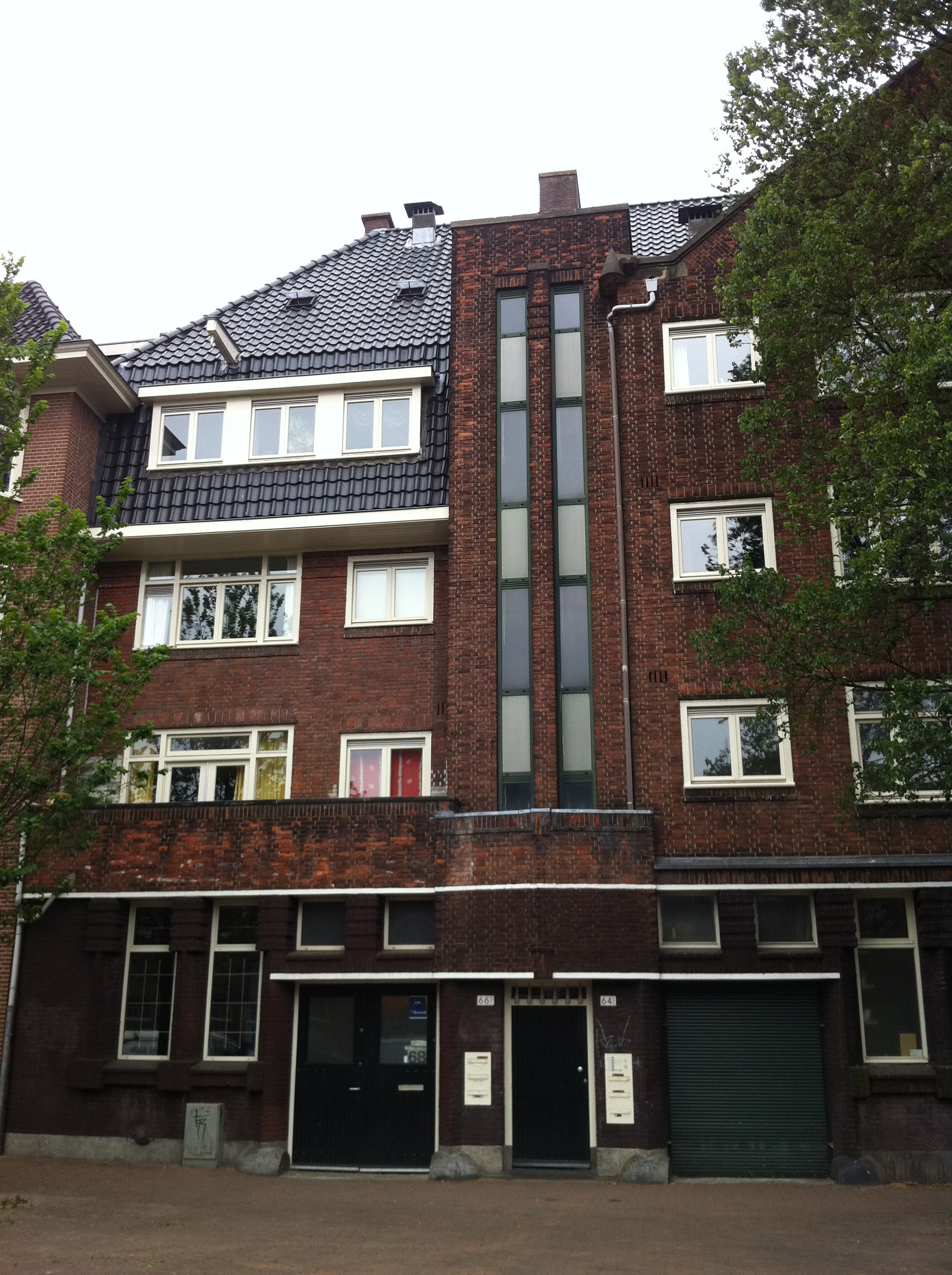
Nieuwe Uilenburgerstraat 66 in de voormalige Amsterdamse Jodenbuurt, gebouwd nadat veel krotten rond de Batavierstraat en Uilenburgstraat waren gesloopt

Toen de gemeente Amsterdam een begin maakte met de sanering van duizenden krotten in de hoofdstad, rees in joodse kringen de vraag wat er met de meest straatarme joodse gezinnen uit de Jodenbuurt moest gebeuren. Men besloot de verantwoordelijkheid op zich te nemen om deze groep aan betaalbare arbeiderswoningen te helpen. Op 15 februari 1912 werd de 'Stichting Bouwfonds Handwerkers Vriendenkring' opgericht, mede dankzij de bemoeienis van burgemeester Tellegen. In het bestuur namen twee prominente Joodse Amsterdammers zitting: Arie Keppler, de latere directeur van de Gemeentelijke Woningdienst en zijn zwager de SDAP-politicus en latere wethouder Volkshuisvesting Floor Wibaut.

### Transvaalbuurt
Het Bouwfonds Handwerkers Vriendenkring bouwde voor arme Joden die woonden in de krotten in de Jodenbuurt: Valkenburg, Uilenburg, Rapenburg en Vlooienburg bij het Waterlooplein. Het realiseerde de eerste arbeiderswoningen samen met de 'Algemene Woningbouw Vereniging' in de Transvaalbuurt. Met een overheidsbijdrage in de exploitatiekosten werden uiteindelijk 188 woningen gebouwd. Een volgend blok van 144 woningen kwam gereed in 1922. Twee jaar later volgden nog eens 599 woningen, waarvan er ongeveer 250 beschikbaar waren voor oud-bewoners van Uilenburg.

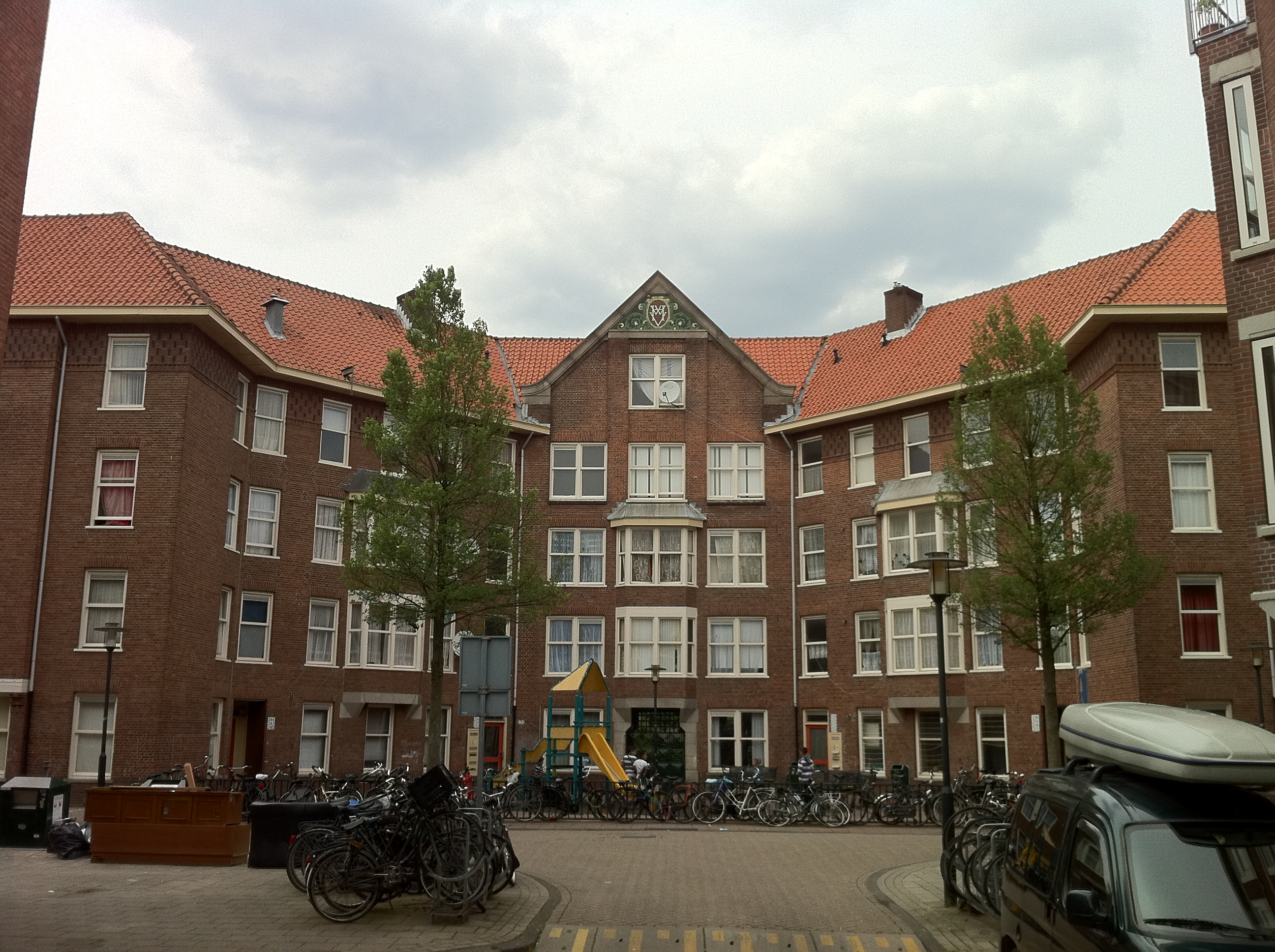
Speelplaats bij het voormalig bezit van de BHV
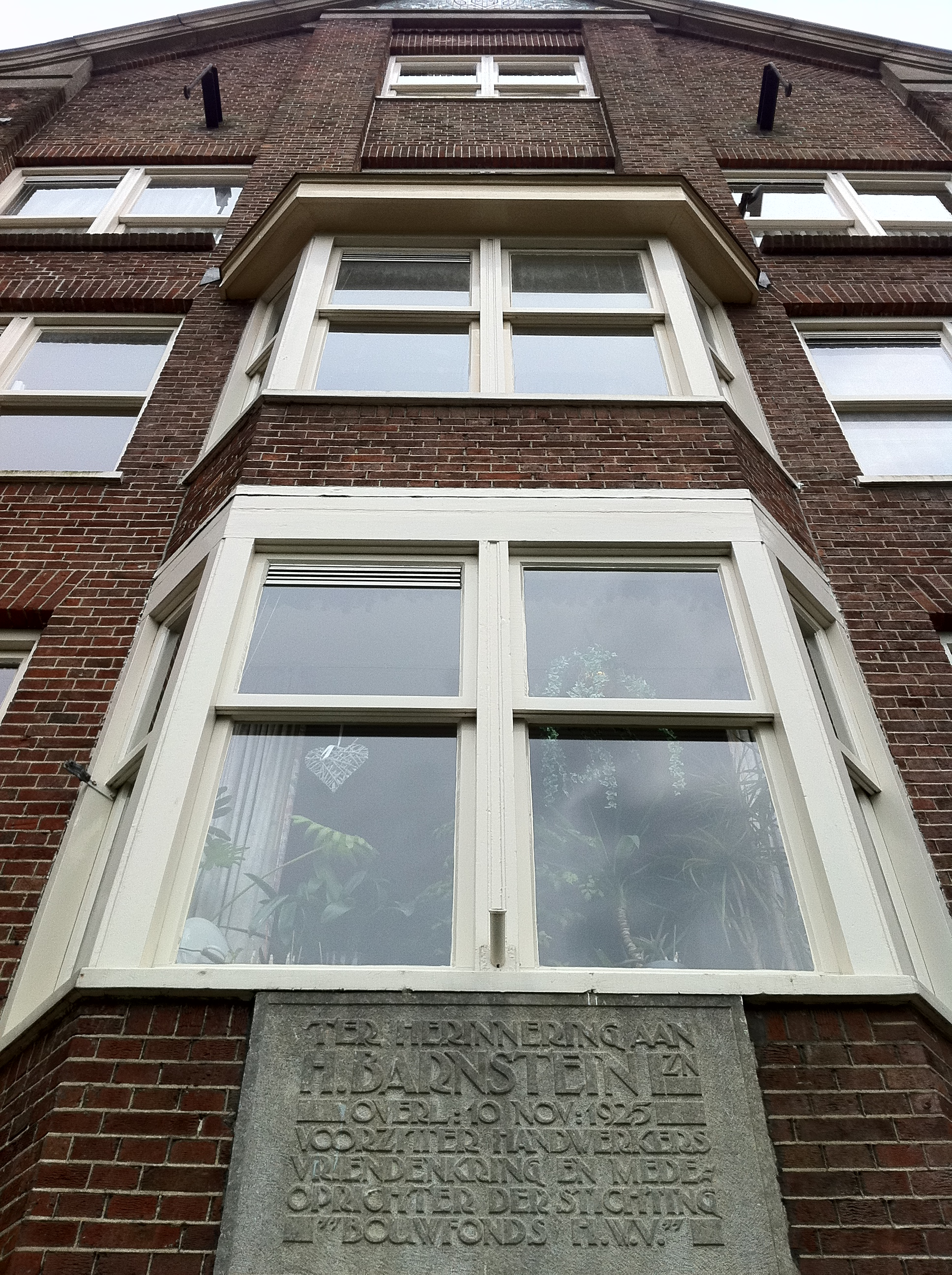
Deze gevelsteen herdenkt Heijman Barnstein, mede-oprichter van het Bouwfonds
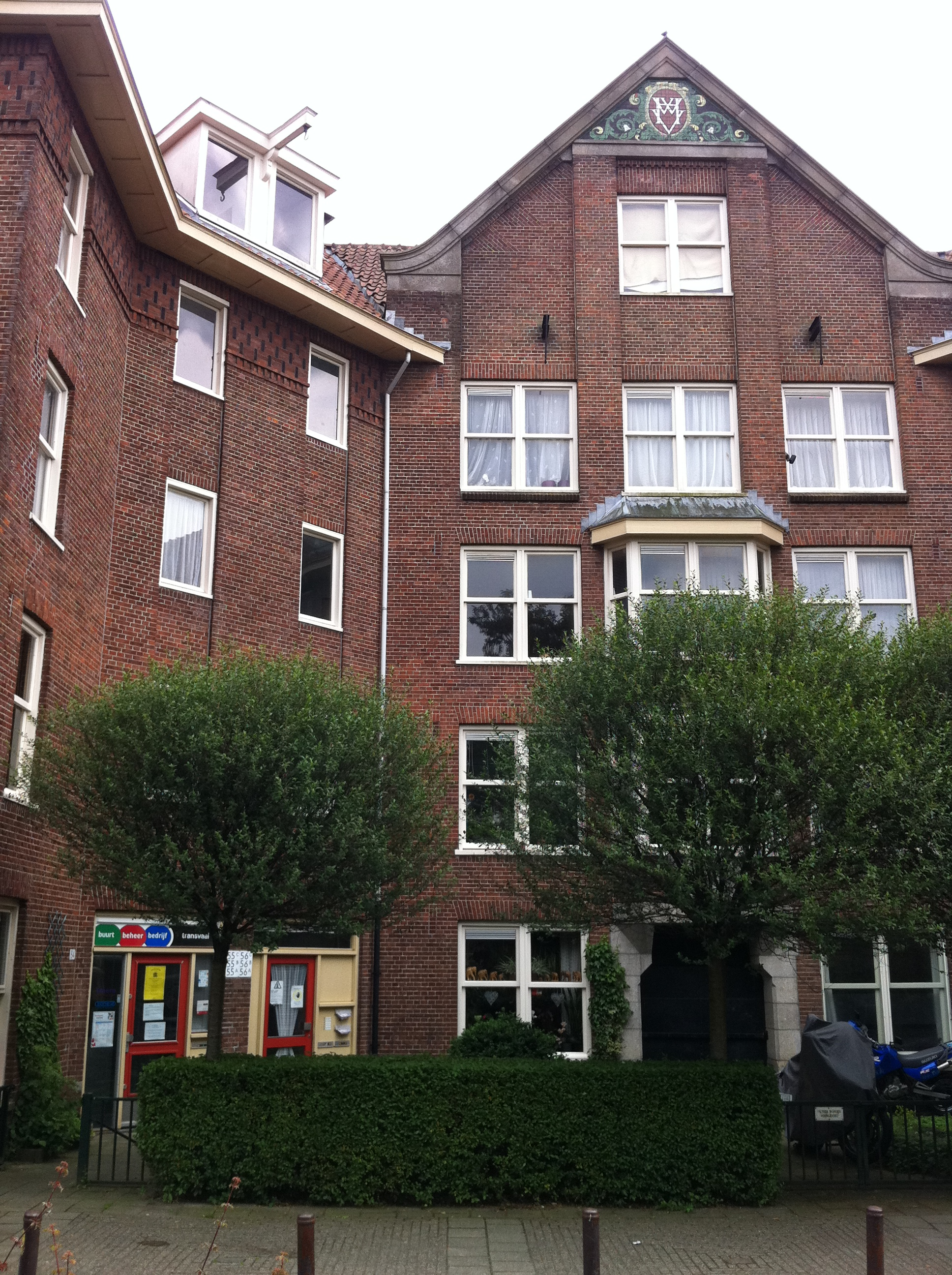
Tugelaweg in 2011
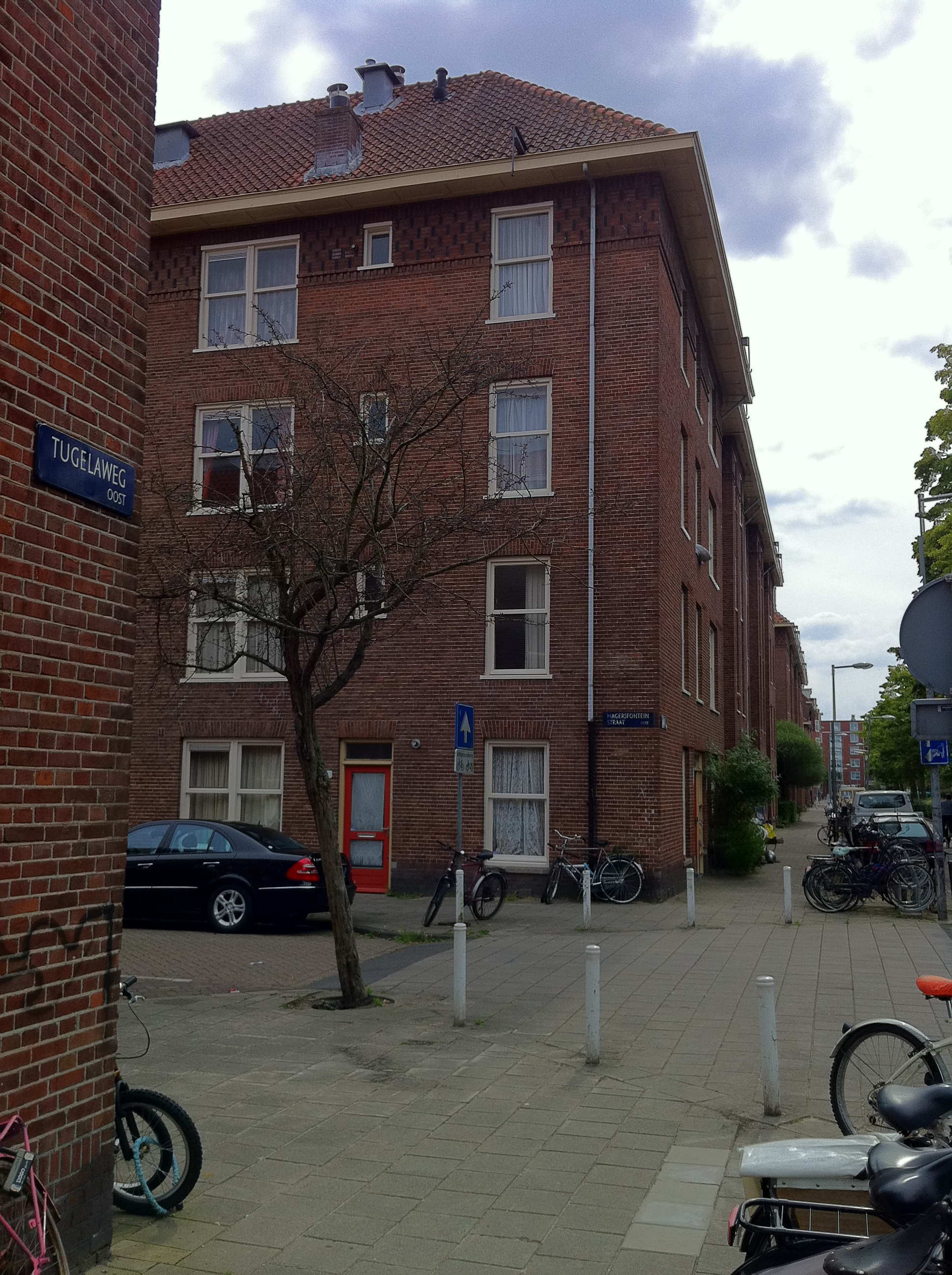
Honderden Amsterdammers verhuisden uit de Jodenbuurt naar de Transvaalbuurt
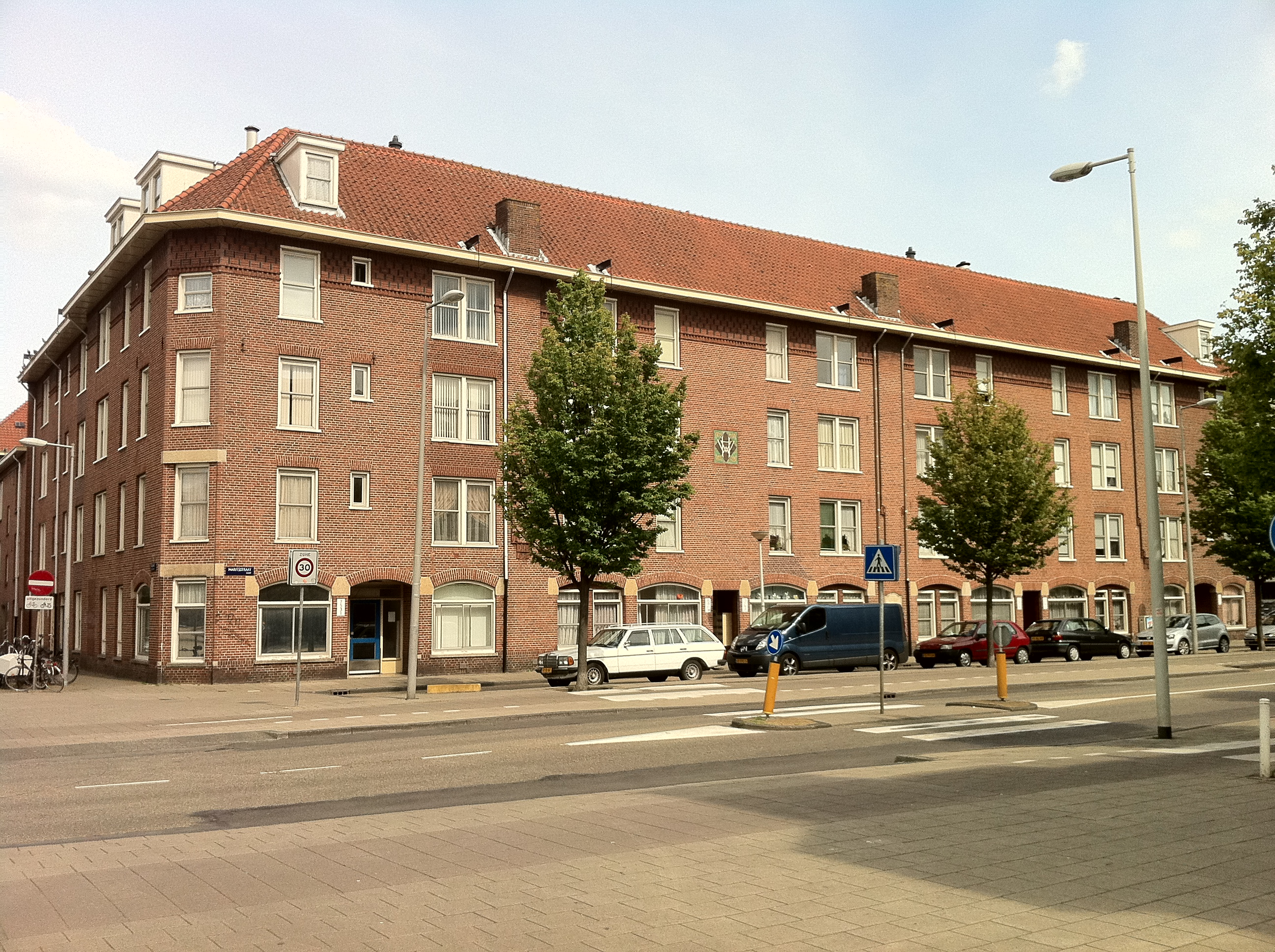
De Tugelawegblokken zijn ontworpen door architect Willem Leliman

### Uilenburg

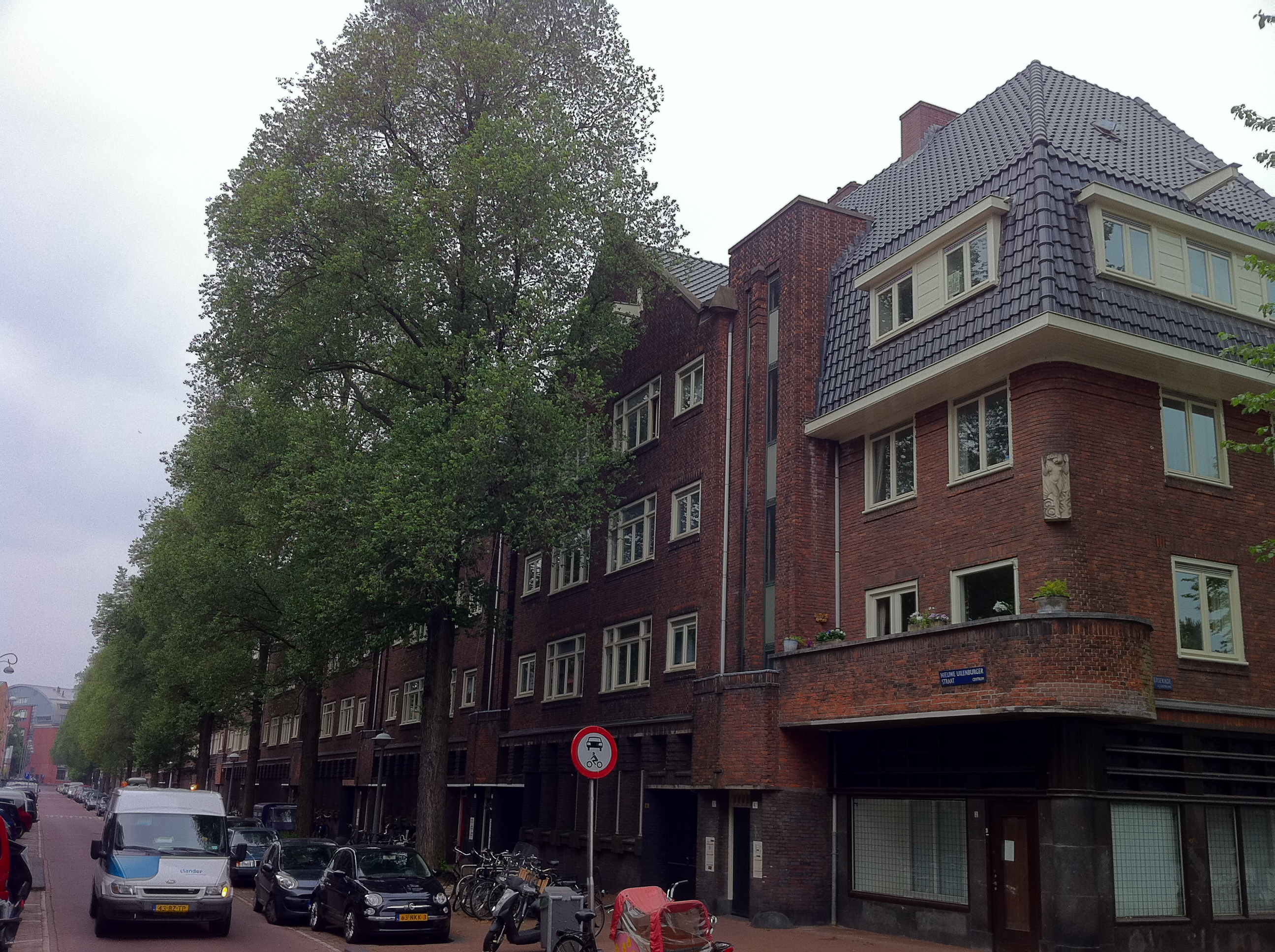
Woningen op Uilenburg in de stijl van de Amsterdamse school

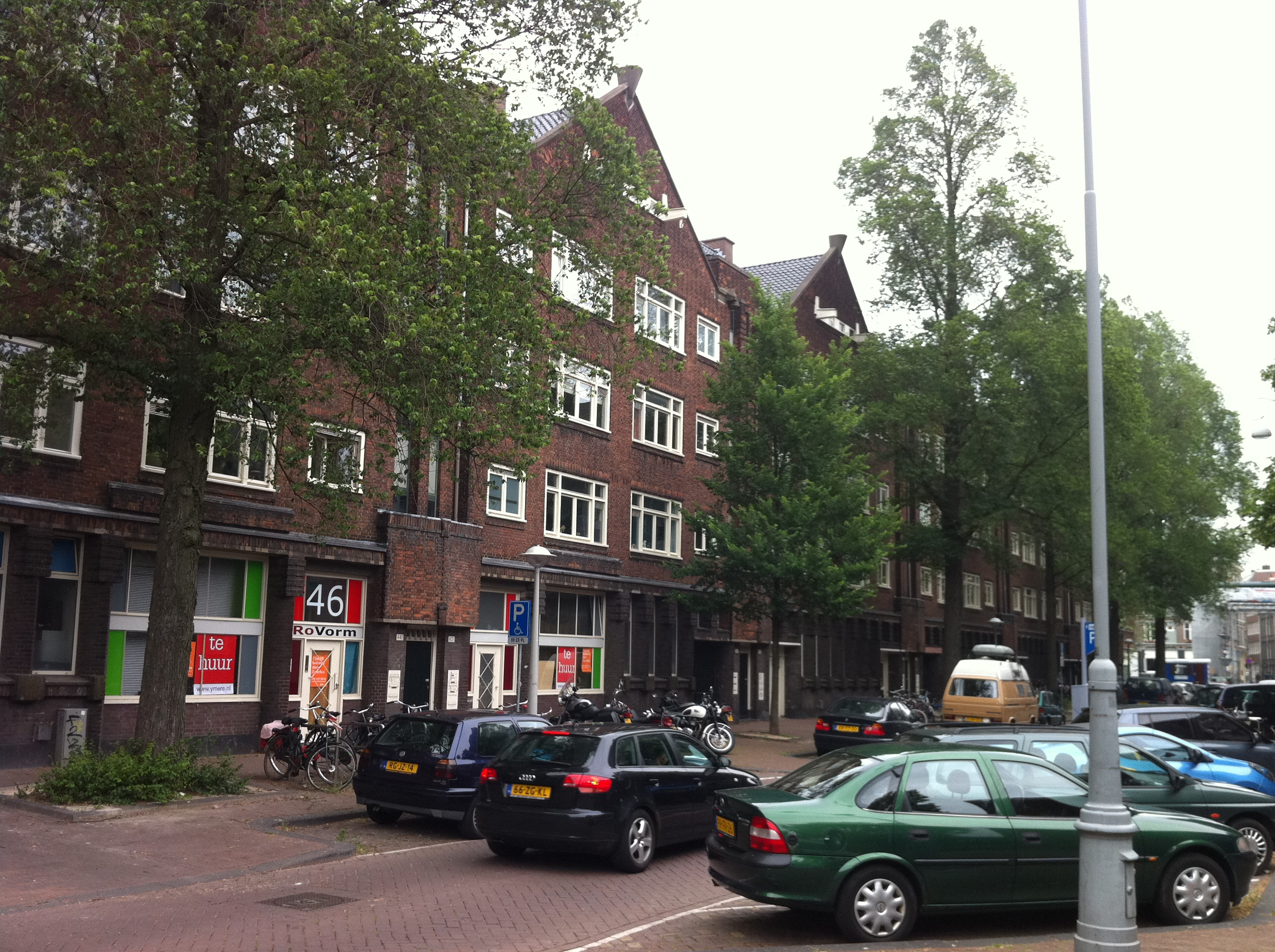
Gebouwd door de Gemeentelijke Woningdienst Amsterdam in 1927 aan de Nieuwe Uilenburgerstraat

72 nieuwbouwwoningen kwamen in 1927 gereed in de gesaneerde buurt op Uilenburg aan de Nieuwe Uilenburgerstraat 2-68, Oostersekade 4-8 en Oudeschans 19-23. Dit was onderdeel van het gemeentelijk saneringsplan voor Uilenburg, door de gemeente ontwikkeld in het kader van het 1500-woningenplan. Na de bouw werd het beheer overgedragen aan het Bouwfonds Handwerkers Vriendenkring.
Als bewoners moeite hadden de huur op te brengen, kwam de Handwerkers Vriendenkring ze financieel tegemoet met geld uit een particulier fonds.

### Niet gerealiseerd
Van Plan Landlust, dat zou voorzien in woningen voor joodse arbeiders aan de Bos en Lommerweg, is nooit iets gekomen, omdat het Bouwfonds het benodigde kapitaal niet bij elkaar wist te brengen. Ook vergelijkbare plannen uit 1939 in Amsterdam-Oost hebben het niet gehaald.

### Verboden
Het Bouwfonds werd na de Duitse bezetting onder curatele gesteld. In alles besliste de gemeente. In september 1941 besliste de gemeente onder leiding van de nieuwe burgemeester en regeringscommissaris Voûte dat gemeentewoningen niet langer aan joden mochten worden verhuurd. Kort daarna werd die beslissing wat betreft de Transvaalbuurt teruggedraaid, omdat de bezetter van plan was de wijk in te zetten voor de concentratie van joden.
In 1942 vaardigde de bezetter een verbod uit voor alle joodse organisaties, en werd dus ook de kring verboden en opgeheven en na de oorlog niet heropgericht. Daarmee kwam feitelijk een einde aan driekwart eeuw belangenbehartiging, ziekenzorg en huisvesting van joden door joden. Het gevolg was dat de ruim 700 woningen van de kring plotseling geen eigenaar meer hadden. Het vastgoedbezit van het Bouwfonds verviel aan de Gemeentelijke Woningdienst. Het beheer werd ook overgenomen door de gemeente. De wijk werd door de bezetter 'Judenviertel II' genoemd. De bezetter bracht duizenden joden vanuit heel Amsterdam en de wijde omgeving naar Transvaal. Daar bleven ze enkele dagen, weken of soms maanden, totdat ze in treinen moesten stappen op station Amsterdam Muiderpoort of rangeerterrein De Rietlanden en op transport werden gezet naar Kamp Westerbork, met als eindbestemming doorgaans een vernietigingskamp.
Op 15 juli 1942 vertrok het eerste transport van 1135 joden met eindbestemming Auschwitz en Sobibor. Na de beruchte razzia van 20 juni 1943 waren vrijwel alle joden uit Judenviertel II weggevoerd. Slechts enkelen overleefden de holocaust.

### Houtroof tijdens hongerwinter
Door de deportatie van de joodse bewoners kwamen tijdens de Tweede Wereldoorlog alle woningen in de Transvaalbuurt leeg te staan. Tijdens de extreem koude winter van 1944-1945 werd de overgebleven Amsterdamse bevolking niet bevoorraad, waardoor deze winter bekend werd als Hongerwinter. Dit was een represaille door de Duitse bezetter voor de Spoorwegstaking. Daardoor ontstond een nijpend gebrek aan voedsel en brandstof voor verwarming. De reeds leeggeroofde woningen zijn toen ruw ontdaan van vrijwel elk stukje hout dat nog te vinden was in vloeren, daken, trappen, balken, deuren, kozijnen etcetera. Na de oorlog stonden van vrijwel alle woningen in de concentratiegebieden waar joodse Amsterdammers hadden gewoond, zoals de Transvaalbuurt, alleen nog de casco's als kale karkassen overeind.

### Na 1945

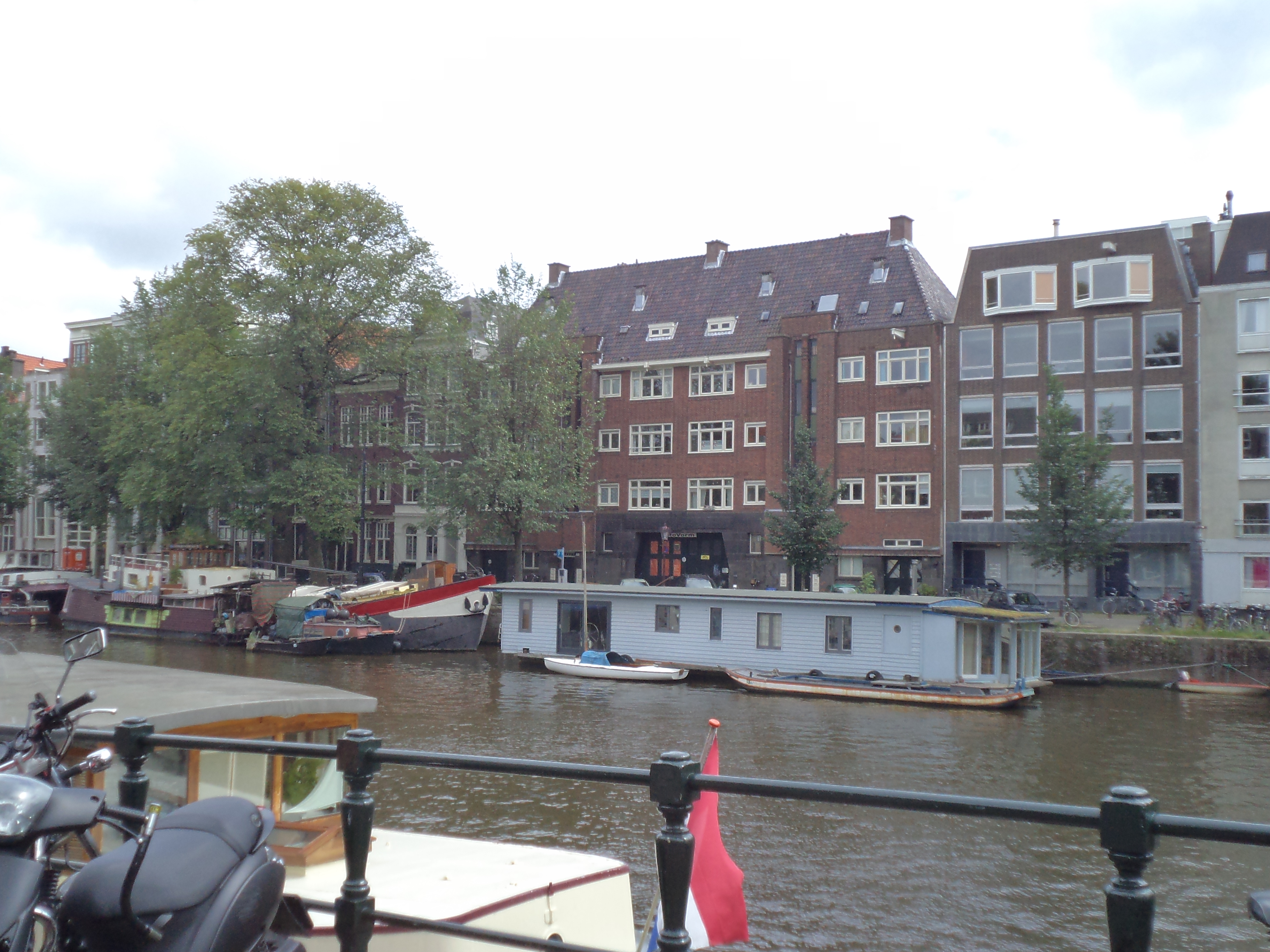
Voormalig bezit van het Bouwfonds langs de Oudeschans op Uilenburg

Hoewel de woningnood na het einde van de oorlog zeer groot was, kwam de gemeente niet meteen toe aan het herstellen van de woningen in de Transvaalbuurt. Zonder tot volledige herbouw over te gaan, sloopte de gemeente in 1949-1951 de onbewoonbare bovenste verdiepingen en herstelde de nog wel bruikbare onderste lagen. Een flink deel van de woningen wees de gemeente toe aan voormalige NSB'ers en anderen die tijdens de oorlog hadden gecollaboreerd met de bezetter. Zij hadden na de oorlog een periode vastgezeten in interneringskampen en om verschillende redenen konden of wilden zij niet terugkeren naar hun oorspronkelijke woonomgeving.
In 1965 werd de Gemeentelijke Woningdienst omgedoopt in Gemeentelijke Dienst Volkshuisvesting, waar de bouw en het beheer van de gemeentewoningen in handen kwam van het dienstonderdeel Gemeentelijk Woningbedrijf Amsterdam. Het Gemeentelijk Woningbedrijf werd in 1994 geprivatiseerd in de Stichting Het Woningbedrijf Amsterdam. Tussen 2004 en 2014 fuseerde deze stichting met woningcorporaties in Almere, Amsterdam, Alkmaar, Haarlem,  Haarlemmermeer en Weesp tot de Stichting Ymere, waardoor een van de grootste woningcorporaties van Nederland ontstond. Het voormalige vastgoed van de Handwerkers Vriendenkring is sindsdien eigendom en wordt beheerd door deze woningcorporatie.

## Geschiedenis beschreven
Ab Caransa beschrijft de geschiedenis en bezigheden van deze organisatie die 75 jaar lang een belangrijke rol speelde in het sociale leven van de Amsterdamse Joden.
Liesbeth van Weezel schrijft in Herinnering aan Joods Amsterdam (1978): Later, toen Uilenburg en Marken werden gesaneerd en afgebroken, zijn er grote woningblokken bijgebouwd door Handwerkers Vriendenkring. Daardoor werd het joodse volksleven verplaatst naar de Transvaalbuurt in Amsterdam Oost. Dat speelde zich af achter de gouden rand die het Pretoriusplein toen werd.
Daniël Metz beschrijft in Diamantgracht het enorme belang van de Handwerkers Vriendenkring voor de Joodse gemeenschap van Amsterdam, vanaf de oprichting in 1869 tot de ondergang in 1942 en het erfgoed dat het heeft nagelaten.